# Martine Kemp
Pour les articles homonymes, voir Kemp.
Martine Kemp, née le 8 juillet 1994 à Luxembourg, est une femme politique luxembourgeoise membre du Parti populaire chrétien social (CSV). Elle est députée au Parlement européen au sein du Parti populaire européen (démocrates-chrétiens) depuis le 24 octobre 2023. Elle a pris la relève de Christophe Hansen, qui a décidé de se présenter aux élections législatives luxembourgeoises de 2023.

## Biographie

### Éducation
En 2017, Martine Kemp a obtenu une licence en sciences sociales, spécialisation logistique et finance, à l’Université d’économie et de commerce de Vienne. Elle a ensuite suivi des études en ingénierie des transports à l’université technique de Darmstadt, où elle a obtenu en 2020 un master en sciences de la mobilité et des transports.

### Expérience professionnelle
Au cours de ses études, Martine Kemp a effectué un stage au Parlement européen auprès de Georges Bach (PPE), dernier expert en mobilité et transport ferroviaire du CSV sur la scène européenne.
De 2021 à octobre 2023, elle a travaillé en tant qu’ingénieure auprès du service Circulation de la ville de Luxembourg.

### Carrière politique
Martine Kemp a commencé sa carrière politique à l’âge de 14 ans, au Parlement des jeunes du Luxembourg. Elle a siégé deux ans au sein du bureau exécutif avant de rejoindre la Jeunesse chrétienne sociale (CSJ) du CSV, en 2009. Elle est par la suite devenue vice-présidente de la CSJ. Martine Kemp a également été membre du comité national de la CSJ en tant que présidente de la section des écoles et des étudiants. À Dudelange, sa ville natale, elle a été membre de la commission de la jeunesse du CSV. 
Actuellement, Martine Kemp occupe le poste de secrétaire aux affaires étrangères au sein du CSV.

### Activité politique au Parlement européen
Martine Kemp est devenue députée au Parlement européen le 24 octobre 2023 et travaille essentiellement au sein de trois commissions :
- la commission du commerce international (INTA), en tant que membre titulaire ;
- la commission des affaires économiques et monétaires (ECON), en tant que membre suppléante ;
- la commission de l’environnement, de la santé publique et de la sécurité alimentaire (ENVI), en tant que membre suppléante.

Outre ses responsabilités au sein des commissions, Martine Kemp est membre de la délégation du Parlement pour les relations avec les pays de la Communauté andine, de la délégation à l’Assemblée parlementaire euro-latino-américaine et de la délégation à la commission parlementaire mixte UE-Mexique.
Outre ses responsabilités au sein des commissions, Martine Kemp est membre de la délégation du Parlement pour les relations avec les pays de la Communauté andine, de la délégation à l’Assemblée parlementaire euro-latino-américaine et de la délégation à la commission parlementaire mixte UE-Mexique.
Récemment, elle a notamment été, pour le Parti populaire européen (PPE), rapporteure fictive pour un avis sur le code des douanes de l’Union et l’Autorité douanière de l’Union européenne au sein de la commission INTA.

### Vie privée
Martine Kemp est membre de l’équipe unifiée de basket de l’organisation Special Olympics Luxembourg. Avec son équipe, elle a participé en tant que partenaire unifiée aux Jeux olympiques spéciaux de Berlin en 2023.